# Antonio Rosetti
Antonio Rosetti, właśc. Franz Anton Rösler (ur. ok. 1750 w Litomierzycach, zm. 30 czerwca 1792 w Ludwigslust) – czeski kompozytor i kontrabasista, tworzący w idiomie klasycznym z elementami barokowymi, współczesny Mozartowi i Haydnowi .

## Życiorys
Urodził się około 1750 w północnych Czechach, jako Franz Anton Rösler lub Rössler. Wykształcenie muzyczne otrzymał prawdopodobnie w którymś z kolegiów jezuitów w Pradze . W 1773 wyjechał do Niemiec i zmienił swoje imię i nazwisko na włosko brzmiące Antonio Rosetti. Zatrudnił się jako kontrabasista, a następnie kompozytor w kapeli dworskiej Krafta Ernsta, księcia Öttingen-Wallerstein, któremu służył przez następne 16 lat .
Na przełomie 1781 i 1782 spędził pięć miesięcy w Paryżu, gdzie aktywnie popularyzował swoją sztukę. Odniósł wielki sukces. Jego kompozycje były wykonywane przez najlepsze zespoły muzyczne w ramach Concert Spirituel, dla której napisał kilka nowych symfonii. Zadbał również o wydanie swoich kompozycji drukiem przez cenione paryskie wydawnictwa muzyczne, m.in. „Le Menu et Boyer” i „Sieber”, z którymi nawiązał długoletnią współpracę. Wydrukowano wówczas co najmniej 22 jego kompozycje – 10 koncertów, 3 kwartety smyczkowe i 9 symfonii, w tym zbiór 6 symfonii op. 3 z dedykacją dla księcia Krafta Ernsta .
Pobyt w Paryżu wzmocnił i utwierdził pozycję Rosettiego jako utalentowanego kompozytora. W konsekwencji, trzy lata później, po odejściu na emeryturę Josefa Reichy w 1785, Rosetti otrzymał stanowisko dworskiego kapelmistrza w Wallerstein i piastował je przez 4 lata. W 1789 został kapelmistrzem Fryderyka Franciszka I księcia Meklemburgii-Schwerin w Ludwigslust .
Kapela dworska z Ludwigslustu stała na bardzo wysokim poziomie. Zatrudniała 29 wybitnych instrumentalistów i 12-osobowy chór. To tam Rosetti skomponował, poza muzyką instrumentalną, również liczne dzieła chóralne. Jego renoma rosła. Kompozycje Rosettiego były często wykonywane w całej Europie i przez współczesnych porównywane z utworami Mozarta czy Haydna.
Requiem, które napisał jeszcze w 1776, stanowiło kulminację uroczystości żałobnych po śmierci Mozarta, które odbyły się w Pradze 14 grudnia 1791. Utwór był wykonany przez 120 muzyków w obecności 4-tysięcznej widowni . Rosetti zmarł pół roku później, w wieku zaledwie 42 lat .

## Dorobek artystyczny
Rosetti skomponował imponującą liczbę utworów instrumentalnych, zwłaszcza koncertów i symfonii. Pisał też muzykę kameralną na orkiestrę i na instrumenty solowe, zwłaszcza dęte. Wśród nich są najwcześniejsze znane w historii muzyki kwintety na instrumenty dęte drewniane. Jego koncerty na róg i na dwa rogi (których w sumie napisał 20) już w jego czasach były niemal tak popularne jak jego symfonie. Pod koniec życia napisał też znaczną liczbę utworów wokalnych i chóralnych, wykonywanych głównie po niemiecku, m.in. oratoria Der sterbende Jesu i Jesus in Gethsemane (1790) oraz kantatę Hallelujah (1791) .
Swoje wczesne kompozycje Rosetti pisał w lekkim i przyjemnym stylu. Diatoniczne melodie formował w regularne i powtarzalne frazy, wspierane przewidywalną harmoniką. Nierzadko stosował muzyczne żarty i sztuczki, które zaskakiwały i zachwycały słuchaczy. W latach 80. pojawiły się pierwsze oznaki dojrzałości stylistycznej, która osiągnęła pełnię w utworach skomponowanych po 1784. Rosetti chętniej stosował chromatyczną modulację linii melodycznych i bogatszą harmonikę, umiejętnie stosował kontrapunkt oraz kreatywną i barwną orkiestrację .
Rosetti skomponował blisko 400 utworów (niektóre zaginęły) , w tym:
- 44 symfonie
- 6 symfonii koncertujących
- 70 koncertów
  - 17 koncertów na róg
  - 3 koncerty na 2 rogi
  - 13 koncertów na flet
  - 9 koncertów na fagot
  - 9 koncertów na obój
  - 9 koncertów na skrzypce
  - 5 koncertów na klarnet
  - 4 koncerty na fortepian
  - 1 koncert na altówkę
- 81 utworów kameralnych, w tym
  - 49 utworów na instrumenty dęte
  - 17 trio fortepianowych
  - 11 kwartetów smyczkowych
- 11 sonat fortepianowych
- 13 mszy
- 4 requiem
- 22 utwory sakralne
- 82 pieśni